# Old Byland and Scawton
Old Byland and Scawton est une paroisse civile du Yorkshire du Nord, en Angleterre.